# سیارک ۵۱۷۰
سیارک ۵۱۷۰ (به انگلیسی: 5170 Sissons، نامگذاری:1987EH) پنج هزار و صد و هفتادمین سیارک کشف شده‌است که در ۳ مارس ۱۹۸۷ کشف شد.
قدر مطلق سیارک برابر ۱۲٫۰۰ است.